# Kainuunkylän saaret
Kainuunkylän saaret este o arie protejată (arie specială de conservare — SAC, sit de importanță comunitară — SCI, arie de protecție specială avifaunistică — SPA) din Finlanda întinsă pe o suprafață de 1.005 ha, integral pe uscat.

## Localizare
Centrul sitului Kainuunkylän saaret este situat la coordonatele 66°12′49″N 23°44′14″E / 66.2136°N 23.7372°E.

## Înființare
Situl Kainuunkylän saaret a fost declarat sit de importanță comunitară în august 1998 pentru a proteja 1 specie de plante și 24 de specii de animale. Alte tipuri de protecție:
- arie de protecție specială avifaunistică (în august 1998)[2]
- arie specială de conservare (în aprilie 2015)[1][3][4]

## Biodiversitate
Situată în ecoregiunea boreală, aria protejată conține 2 habitate naturale: Râuri naturale fino-scandinave, Pajiști aluvionare boreale nordice.
La baza desemnării sitului se află mai multe specii protejate:
- plante (1): Arctophila fulva
- păsări (24): rață sulițar (Anas acuta), ciuf de câmp (Asio flammeus), bătăuș (Calidris pugnax), fugaci pitic (Calidris temminckii), erete de stuf (Circus aeruginosus), erete vânăt (Circus cyaneus), lebădă de iarnă (Cygnus cygnus), șoimul rândunelelor (Falco subbuteo), vânturel roșu (Falco tinnunculus), cufundar mic (Gavia stellata), cocor (Grus grus), Hydrocoloeus minutus, pescăruș râzător (Larus ridibundus), rață neagră (Melanitta nigra), Mergellus albellus, vultur pescar (Pandion haliaetus), notatița cu ciocul subțire (Phalaropus lobatus), Spatula clypeata, rață cârâitoare (Spatula querquedula), chiră de baltă (Sterna hirundo), Sterna paradisaea, fluierar negru (Tringa erythropus), fluierar de mlaștină (Tringa glareola), fluierarul cu picioare roșii (Tringa totanus)

Pe lângă speciile protejate, pe teritoriul sitului au mai fost identificate 9 specii de păsări, 3 specii de pești.